# L-3 コミュニケーションズ
L-3 コミュニケーションズ (L-3 Communications Holdings, Inc) は、命令・指揮・通信・諜報活動・監視偵察(C3ISR)システムと装置、アビオニクス、海洋機器、訓練装置、航法装置を供給するアメリカの企業である。顧客には国防総省や各国の防衛機関がある。本社はニューヨーク州ニューヨークにある。Frank Lanza、Robert LaPenta、リーマン・ブラザーズの3人の名前のLから名づけられた。2019年にハリス・コーポレーションと合併し、L3ハリス・テクノロジーズとなった。

## 歴史
L-3は1997年にロッキード・マーティン社より、10のノンコア事業を分離する形で設立された。中にはロッキードマーティンが買収したロラール社の事業も含まれている。
L-3は買収、合併を繰り返し成長して全米上位10番以内に入る政府企業である。
2018年10月にハリス・コーポレーションとの対等合併を発表。2019年6月29日に合併が完了し、L3ハリス・テクノロジーズとなった。

## ビジネス
2008年現在、L-3は以下の4分野で展開する。
- Command、Control、Communications、Intelligence、SurveillanceとReconnaissance (C³ISR)
  - C³ISR 支援
  - ISR システム
  - セキュア　通信
- 政府サービス
  - 航空、海洋と人的情報
  - IT と他の資源
  - 訓練とスタッフ養成
- 航空機近代化と整備 (AM&M)
  - 航空機近代化と支援
  - 航空運用支援
- 特殊製品
  - アビオニクス、表示装置、特殊装置
  - 海洋と動力システム
  - マイクロ波、高周波、衛星通信、アンテナ
  - セキュリティと検出
  - センサー、誘導、航法、シミュレーション

## 買収
- 2005年
  - en:Titan Corp.をロッキード・マーティンから買収。
  - ジェネラル・ダイナミクスランドシステムからen:L-3 Communication Combat Propulsion Systemsを合併。
- 2006年
  - フロリダ州にあるCrestview Aerospaceを買収した。同社は航空機の製造、改造をOEMで請け負う。

## 抑留者虐待
2008年5月、Emad al-JanabiはL-3 とCACIをアブグレイブ刑務所で肉体的精神的苦痛を受けたとして告訴した。